# París-Roubaix 2017
La París-Roubaix 2017 va ser la 115a edició de la clàssica ciclista París-Roubaix. La cursa es disputà el 9 d'abril de 2017 entre la vila de Compiègne i el velòdrom André Pétrieux de Roubaix, amb un recorregut final de 257 km. Aquesta fou la quinzena prova de l'UCI World Tour 2017.

## Recorregut

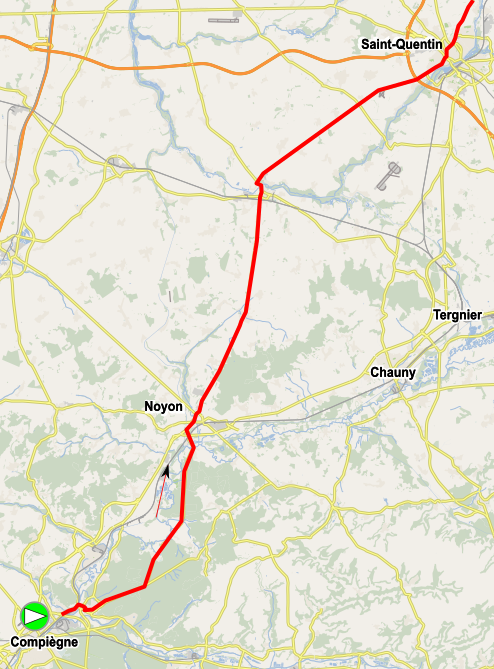
Primera part del recorregut, sectors de llambordes en verd.
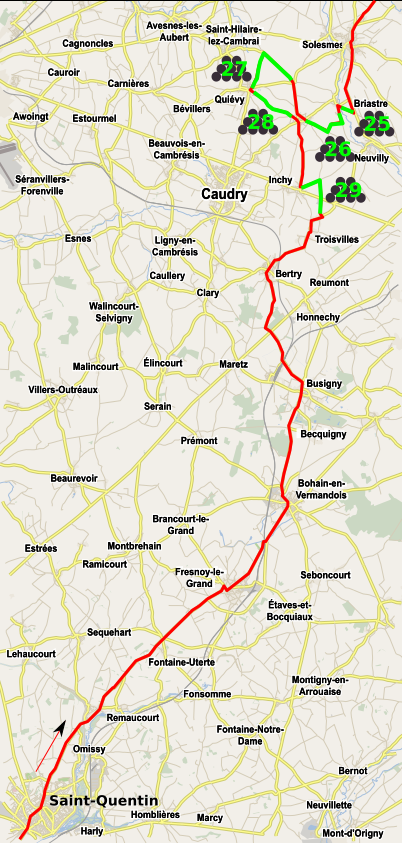
Recorregut entre Saint-Quentin i Solesmes.
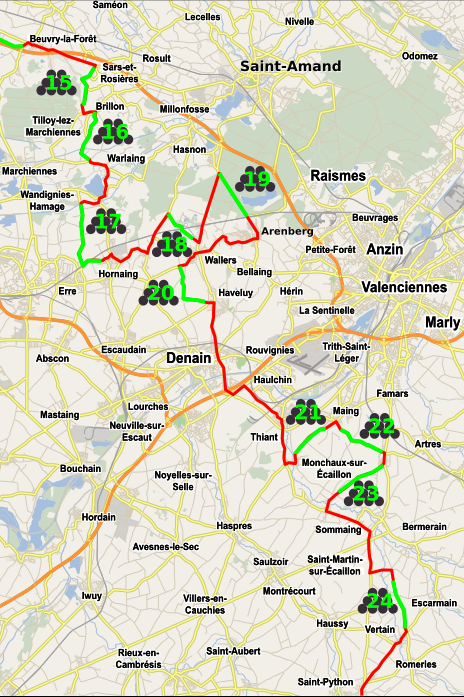
Recorregut entre Solesmes i Orchies.
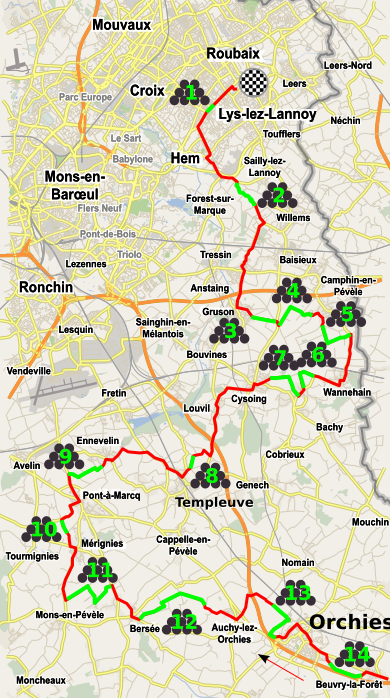
Recorregut entre Orchies i Roubaix

## Equips participants
A la cursa hi prengueren part vint-i-cinc equips, els divuit World Tour i set equips continentals professionals que foren convidats per l'organització.
| WorldTeams (18)- AG2R La Mondiale - Astana - Bahrain-Merida - BMC Racing Team - Bora-Hansgrohe - Cannondale-Drapac - Dimension Data - FDJ - Katusha-Alpecin - Lotto NL-Jumbo - Lotto-Soudal - Movistar Team - Orica-Scott - Quick-Step Floors - Sky - Team Sunweb - Trek-Segafredo - UAE Team Emirates Equips continentals professionals (7)- Cofidis, Solutions Crédits - Delko Marseille Provence KTM - Direct Énergie - Fortuneo-Vital Concept - Roompot-Nederlandse Loterij - Sport Vlaanderen-Baloise - Wanty-Groupe Gobert |
| |

## Classificació final
| \| Classificació general \| Classificació general \| Classificació general \| Classificació general \| Classificació general \| \| Corredor \| Corredor \| Equip \| Temps \| \| \| --------------------- \| --------------------- \| -------------------------- \| --------------------- \| --------------------- \| \| 1r \| Greg Van Avermaet \| BMC Racing Team \| 5h 41' 07" \| \| \| 2n \| Zdeněk Štybar \| Quick-Step Floors \| + 0" \| \| \| 3r \| Sebastian Langeveld \| Cannondale-Drapac \| + 0" \| \| \| 4t \| Jasper Stuyven \| Trek-Segafredo \| + 0" \| \| \| 5è \| Gianni Moscon \| Team Sky \| + 0" \| \| \| 6è \| Arnaud Démare \| FDJ \| + 12" \| \| \| 7è \| André Greipel \| Lotto-Soudal \| + 12" \| \| \| 8è \| Edward Theuns \| Trek-Segafredo \| + 12" \| \| \| 9è \| Adrien Petit \| Direct Énergie \| + 12" \| \| \| 10è \| John Degenkolb \| Trek-Segafredo \| + 12" \| \| \| 11è \| Mathew Hayman \| Orica-Scott \| + 12" \| \| \| 12è \| Florian Sénéchal \| Cofidis, Solutions Crédits \| + 12" \| \| \| 13è \| Tom Boonen \| Quick-Step Floors \| + 12" \| \| \| 14è \| Yoann Offredo \| Wanty-Groupe Gobert \| + 12" \| \| \| 15è \| Laurens De Vreese \| Astana \| + 12" \| \| \| 16è \| Marcus Burghardt \| Bora-Hansgrohe \| + 12" \| \| \| 17è \| Piet Allegaert \| Sport Vlaanderen-Baloise \| + 12" \| \| \| 18è \| Nikolas Maes \| Lotto-Soudal \| + 12" \| \| \| 19è \| Sylvain Chavanel \| Direct Énergie \| + 12" \| \| \| 20è \| Dylan van Baarle \| Cannondale-Drapac \| + 12" \| \| |                     |                            |            |
| |                     |                            |            |
| Fonts: ProCyclingStats Cycling Quotient Cycling Archives |                     |                            |            |
| Classificació general |                     |                            |            |
| Corredor | Corredor            | Equip                      | Temps      |
| 1r | Greg Van Avermaet   | BMC Racing Team            | 5h 41' 07" |
| 2n | Zdeněk Štybar       | Quick-Step Floors          | + 0"       |
| 3r | Sebastian Langeveld | Cannondale-Drapac          | + 0"       |
| 4t | Jasper Stuyven      | Trek-Segafredo             | + 0"       |
| 5è | Gianni Moscon       | Team Sky                   | + 0"       |
| 6è | Arnaud Démare       | FDJ                        | + 12"      |
| 7è | André Greipel       | Lotto-Soudal               | + 12"      |
| 8è | Edward Theuns       | Trek-Segafredo             | + 12"      |
| 9è | Adrien Petit        | Direct Énergie             | + 12"      |
| 10è | John Degenkolb      | Trek-Segafredo             | + 12"      |
| 11è | Mathew Hayman       | Orica-Scott                | + 12"      |
| 12è | Florian Sénéchal    | Cofidis, Solutions Crédits | + 12"      |
| 13è | Tom Boonen          | Quick-Step Floors          | + 12"      |
| 14è | Yoann Offredo       | Wanty-Groupe Gobert        | + 12"      |
| 15è | Laurens De Vreese   | Astana                     | + 12"      |
| 16è | Marcus Burghardt    | Bora-Hansgrohe             | + 12"      |
| 17è | Piet Allegaert      | Sport Vlaanderen-Baloise   | + 12"      |
| 18è | Nikolas Maes        | Lotto-Soudal               | + 12"      |
| 19è | Sylvain Chavanel    | Direct Énergie             | + 12"      |
| 20è | Dylan van Baarle    | Cannondale-Drapac          | + 12"      |